# Gertrud Spiess

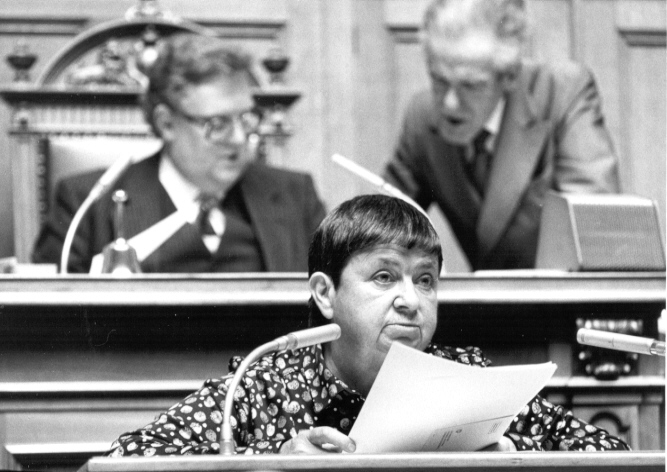
Gertrud Spiess am Rednerpult im Nationalratssaal

Gertrud Spiess (* 16. April 1914 in Basel; † 14. Juli 1995) war eine Schweizer Politikerin (CVP). Von 1975 bis 1983 gehörte sie dem Nationalrat an.

## Leben
Gertrud Spiess war Gymnasiallehrerin für Lateinisch und Altgriechisch. Sie promovierte 1948 mit der Arbeit Maḥmūd von Ġazna bei Farīdu’d-dīn ʿAṭṭār. Die Doktorarbeit erschien als Druck erst 1959.
Ihr Leben war durch ihr politisches Engagement geprägt. Acht Jahre lang gehörte sie dem Bürgerrat der Bürgergemeinde Basel an, kämpfte für das Frauenstimmrecht in der Schweiz und schaffte 1968 den Sprung in den Grossen Rat des Kantons Basel-Stadt. Sie war 1974 die erste Frau, die in der Stadt Basel das Amt des Statthalters bekleidete und 1975 die erste Frau, die zur Präsidentin des Grossen Rates des Kantons Basel-Stadt gewählt wurde. Von 1975 bis 1983 gehörte sie dem Nationalrat an.